# Mayflower Photoplay Company
La Mayflower Photoplay Company fu una piccola compagnia indipendente di Boston che produsse una quindicina di film nell'arco di tre anni, dal 1919 al 1922. Vi lavorarono - tra altri - i registi George Loane Tucker, Allan Dwan, Émile Chautard e Raoul Walsh.

## Filmografia
- Bolshevism on Trial, regia di Harley Knoles (1919)
- L'uomo del miracolo (The Miracle Man), regia di George Loane Tucker (1919)
- Il mistero della camera gialla (The Mystery of the Yellow Room), regia di Émile Chautard (1919)
- Soldiers of Fortune, regia di Allan Dwan (1919)
- La fortuna dell'irlandese (The Luck of the Irish), regia di Allan Dwan (1920)
- Profondo rosso (The Deep Purple), regia di Raoul Walsh (1920)
- A Splendid Hazard, regia di Arthur Rosson (1920)
- The Scoffer, regia di Allan Dwan (1920)
- The Law of the Yukon, regia di Charles Miller (1920)
- In the Heart of a Fool, regia di Allan Dwan (1920)
- Unseen Forces, regia di Sidney Franklin  (1920)
- Il giuramento (The Oath), regia di Raoul Walsh (1921)
- The Sin of Martha Queed, regia di Allan Dwan (1921)
- Ladies Must Live, regia di George Loane Tucker (1921)
- Living Lies, regia di Émile Chautard (1922)

## Galleria d'immagini

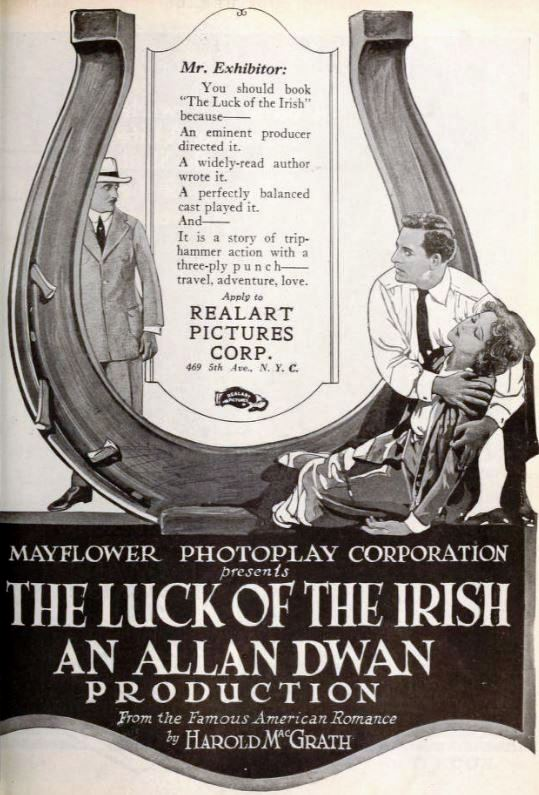
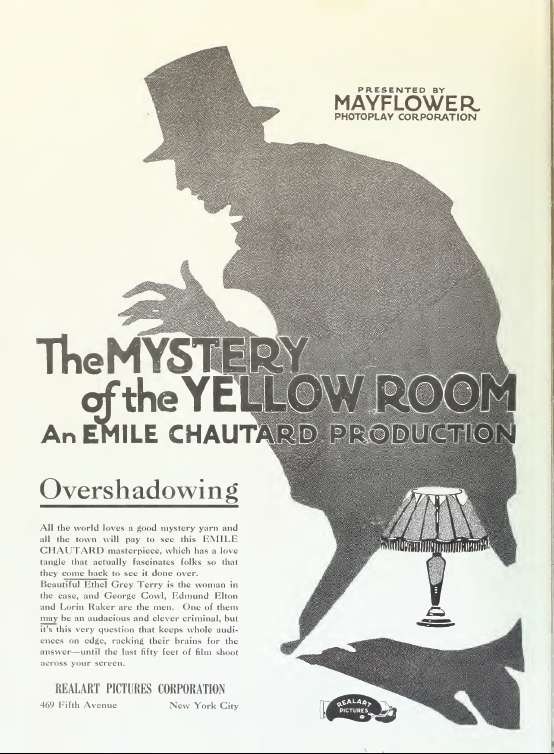
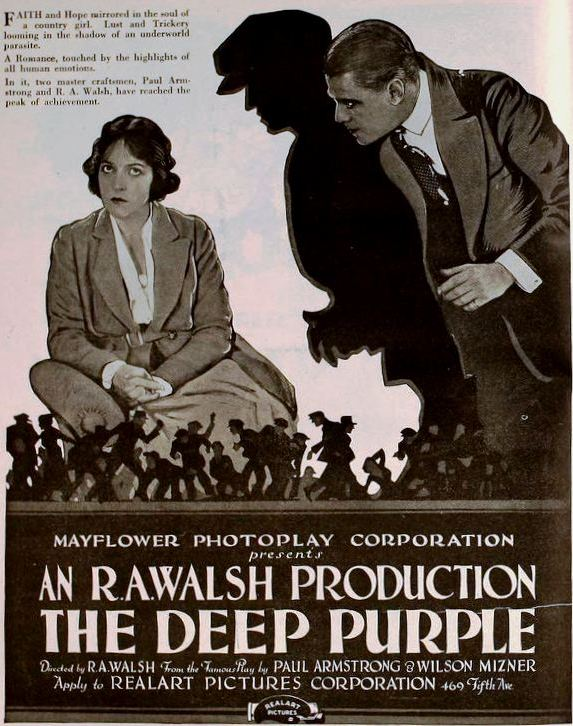
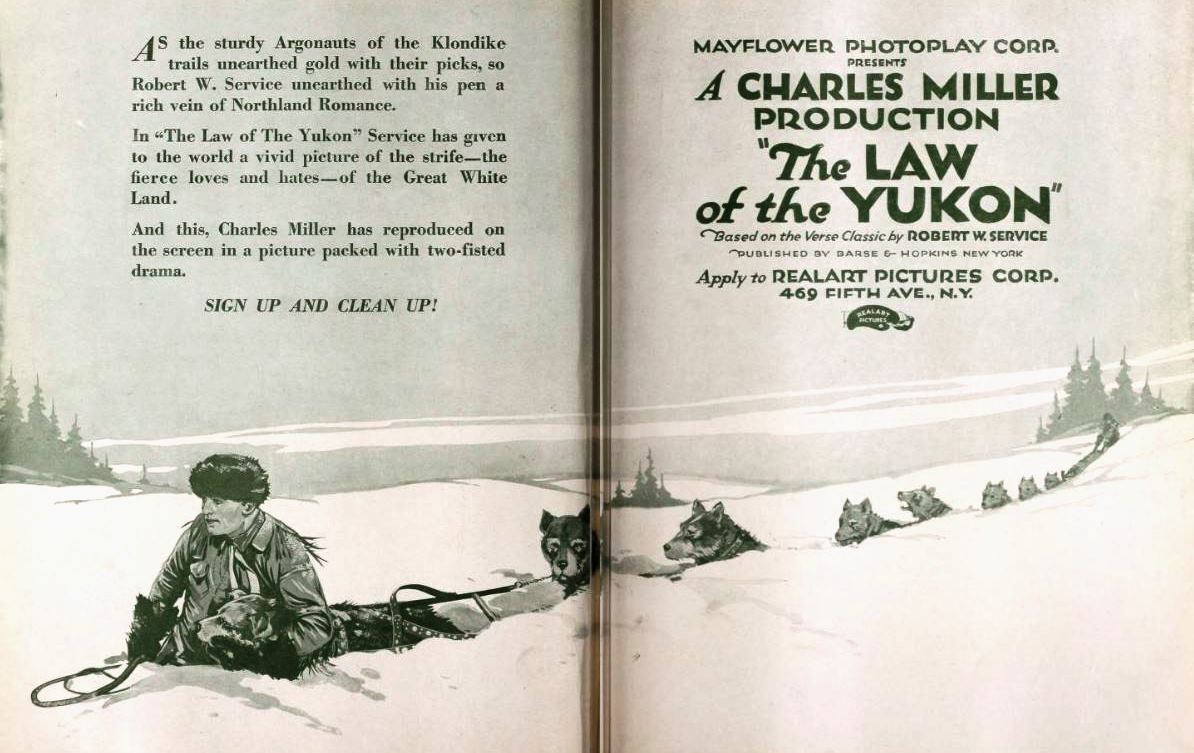